# Bez hebd

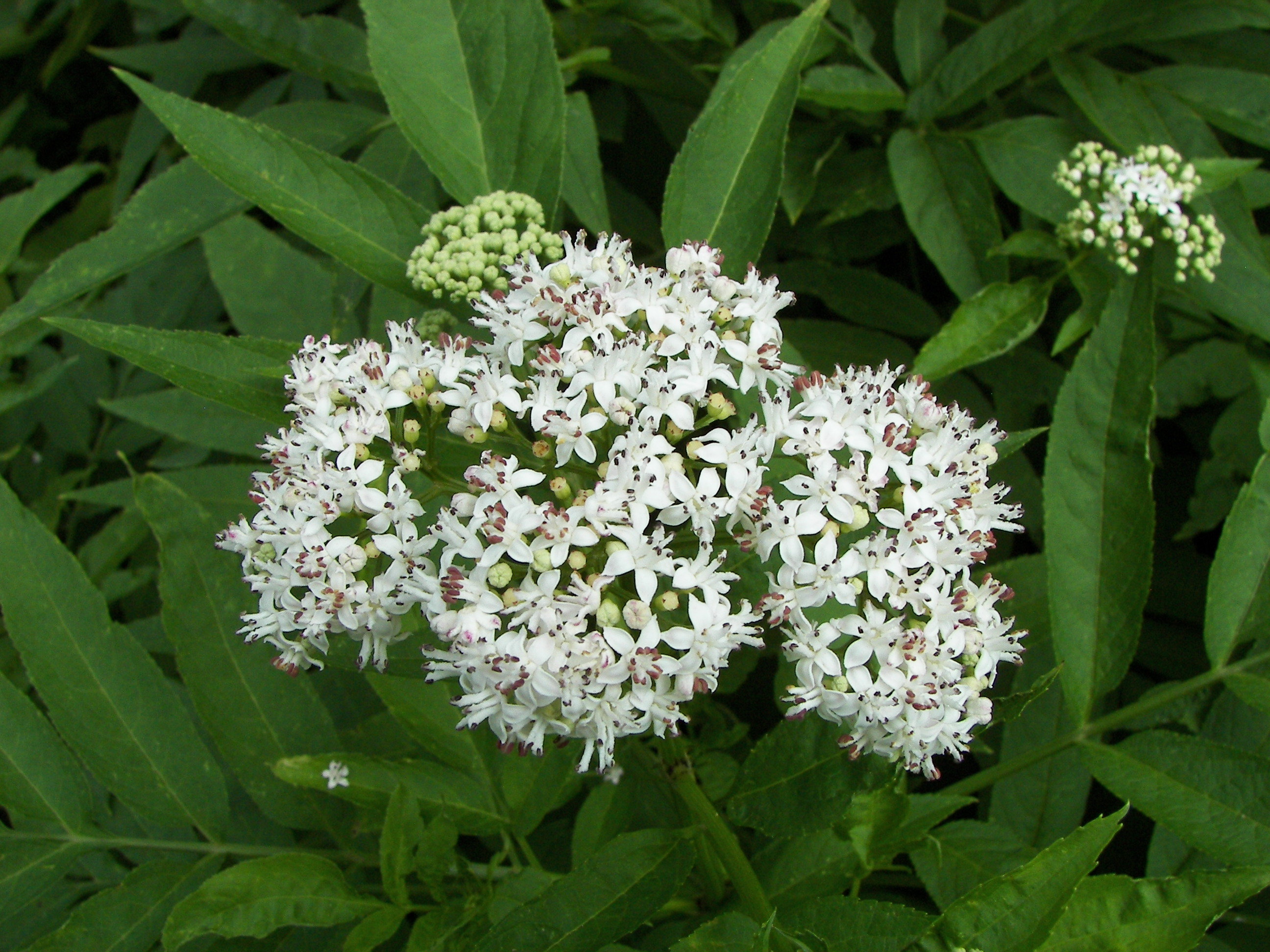
Kwiatostan

Bez hebd, dziki bez hebd (Sambucus ebulus L.) – gatunek rośliny wieloletniej z rodziny piżmaczkowatych (Adoxaceae), dawniej także w bzowatych (Sambucaceae) lub przewiertniowatych (Caprifoliaceae). Rośnie dziko w Europie, Azji Zachodniej, w Turkmenistanie, na Kaukazie i w Afryce Północnej. W Polsce jest dość pospolity na południu. Na północny jego zasięg kończy się jednak na Śląsku, Wyżynie Małopolskiej i Wyżynie Lubelskiej. Dalej na północy spotykany jest na stanowiskach, na które został introdukowany.

## Morfologia

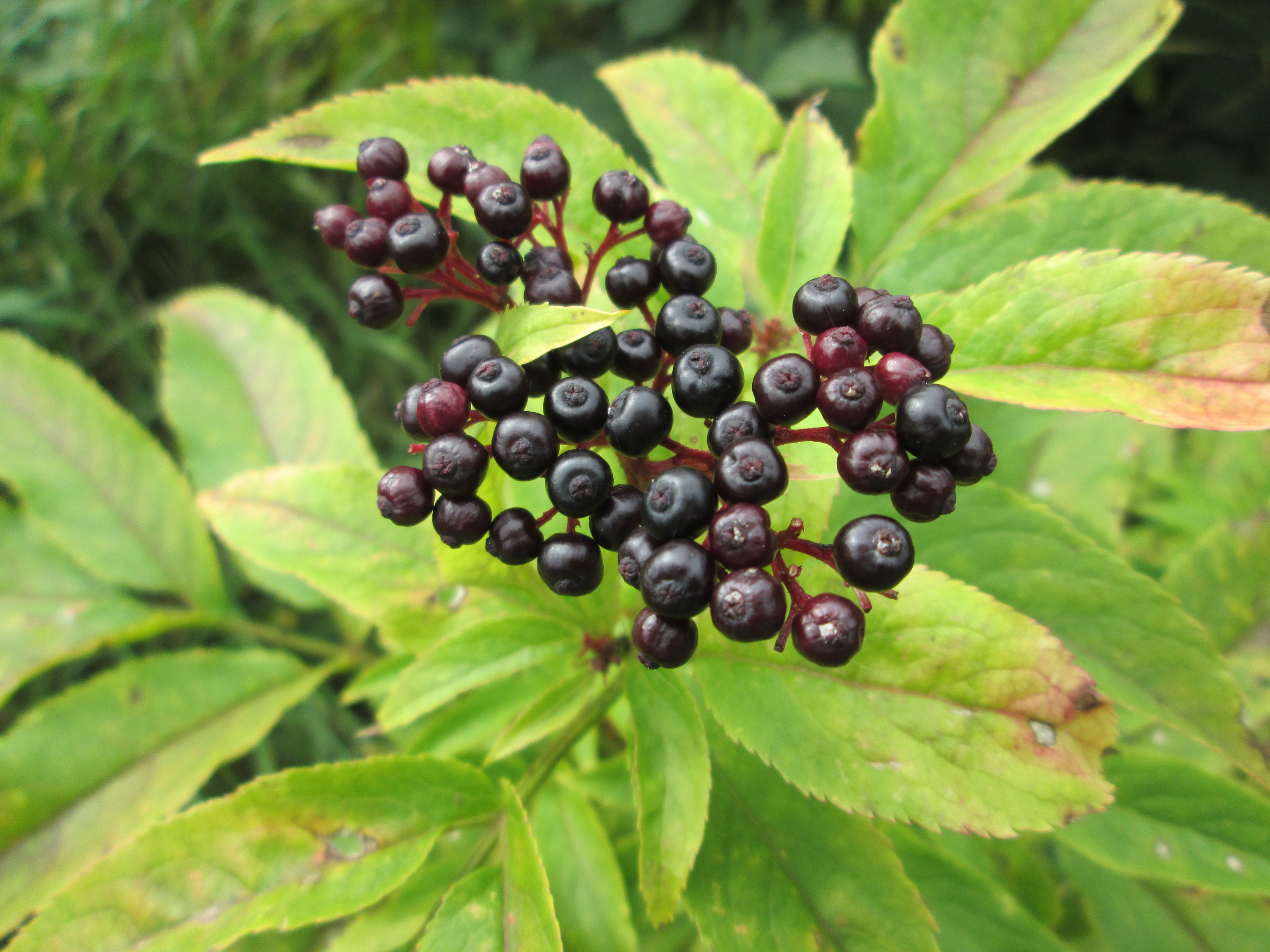
Owoce

PokrójRoślina wieloletnia o pokroju krzewu, osiągająca wysokość do 2 m. Roślina wydziela nieprzyjemny zapach.
ŁodygaW odróżnieniu od dwóch pozostałych gatunków bzów rosnących w Polsce, ma niezdrewniałe pędy. Wykształca liczne podziemne rozłogi. Łodygi nadziemne są grube, rozgałęzione i bruzdowane.
LiścieWsparte listkowatymi przylistkami. Ulistnienie naprzeciwległe, nieparzysto-pierzaste, składające się z 5–9 podługowatolancetowatych listków o zaostrzonych końcach i ostro ząbkowanych brzegach.
KwiatyDrobne, białe, lub różowawe kwiaty zebrane są w baldachogrona na szczycie pędów. Kwiaty są zrosłopłatkowe z 5 pręcikami, których pylniki w odróżnieniu od pozostałych gatunków bzu są czerwone.
OwoceElipsoidalne, lśniąco-czarne pestkowce.
Gatunek podobnyKwiatostany i owoce mogą być mylone z bzem czarnym. Gatunek ten różni się tym, że jest krzewem (ma zdrewniały i rozkrzewiający się pęd), liście pozbawione są przylistków lub jeśli są one to drobne, kwiaty mają żółte pylniki.

## Biologia i ekologia
Rośnie w cienistych lasach, zaroślach, zrębach i na przydrożach. Na polach uprawnych sąsiadujących z zaroślami jest chwastem. Kwitnie od czerwca do sierpnia, kwiaty zapylane są przez owady. W zbiorowiskach roślinnych gatunek charakterystyczny dla Ass. Sambucetum ebuli.
Roślina trująca: Cała roślina jest trująca, również owoce są trujące dla ludzi, zjadane są jednak przez niektóre ptaki. U ludzi zatrucie objawia się bólem głowy, wymiotami, biegunką, a nawet utratą przytomności.

## Zastosowanie
Roślina lecznicza, stosowana w medycynie ludowej. Surowcem zielarskim są owoce i kora. Wykazują działanie napotne i przeczyszczające.